# António Luiz Patricio da Silva Manso
António Luiz Patricio da Silva Manso  ( 1788 -1848) fue un cirujano y botánico brasileño.
El emperador Pedro I en 1825 autoriza la creación del Jardín botánico de Cuiabá, fijando como curador Director al Cirujano Mayor Antônio Luiz Patrício da Silva Manso, que también era naturalista. En mayo de 1834 fue líder de insurrecciones a favor de mayores derechos para los criollos.
- La abreviatura «Silva Manso» se emplea para indicar a António Luiz Patricio da Silva Manso como autoridad en la descripción y clasificación científica de los vegetales.[1]